# ヨウ化ウラン(IV)
ヨウ化ウラン(IV)は、ウランとヨウ素の無機化合物である。化学式はUI4。